# Carmen Hernández Bento
Pour les articles homonymes, voir Hernandez et Bento (homonymie).
María del Carmen Hernández Bento, née le 7 juillet 1963, est une femme politique espagnole membre du Parti populaire (PP).
Elle est élue députée de la circonscription de Las Palmas lors des élections générales de juin 2016.

## Biographie

### Vie privée
Son frère, Enrique Hernández Bento, a également exercé les fonctions de délégué du gouvernement dans les Îles Canaries entre 2015 et 2016. Elle est séparée et mère d'une fille.

### Études et profession
Elle réalise ses études supérieures à l'université complutense de Madrid où elle obtient une licence en sciences physiques, spécialité géophysique et physique de l'air, en 1986. Deux ans plus tard, en 1988, elle réussit le concours de la fonction publique et intègre le corps des professeurs de l'enseignement secondaire. Elle enseigne alors les mathématiques.

### Haute-fonctionnaire régionale

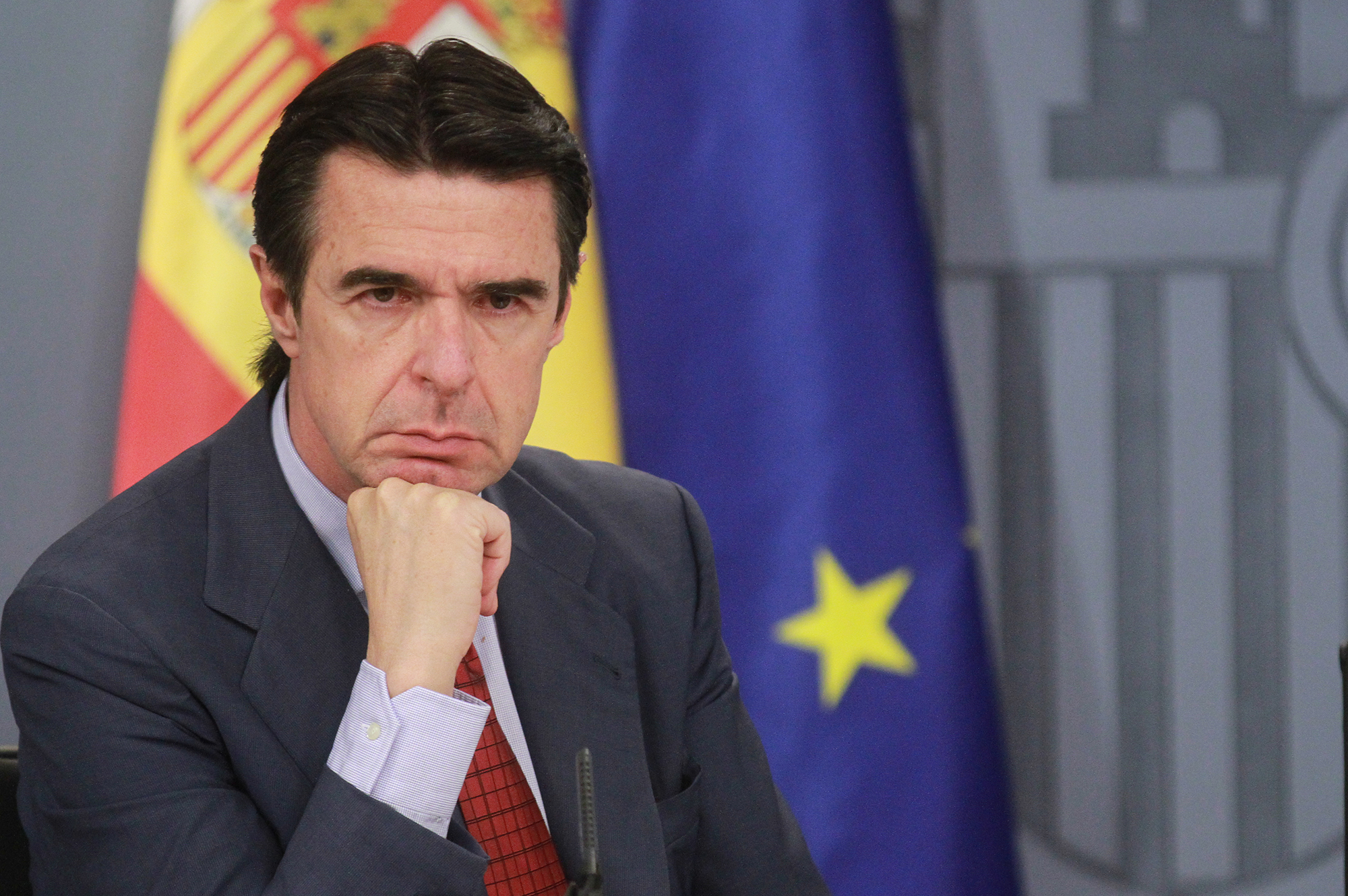
José Manuel Soria, alors ministre de l'Industrie, en 2014.

Après les élections canariennes de mars 2003 et la formation d'un exécutif de coalition entre la Coalition canarienne et le Parti populaire présidé par Adán Martín, elle est appelée au poste de directrice générale des Services sociaux du gouvernement des Canaries par la conseillère à l'Emploi et aux Affaires sociales Águeda Montelongo González. Elle démissionne de son poste en juin 2005 après la rupture de la coalition entre les deux partis et devient directrice insulaire aux Affaires sociales du cabildo insulaire de Grande Canarie présidé par le conservateur José Manuel Soria.
Au début du mois de juillet 2007, l'investiture de Paulino Rivero (CC) signe le retour de la coalition avec le PP. Le 17 juillet suivant, elle est nommée vice-conseillère au Tourisme par la titulaire du portefeuille Rita María Martín Pérez. En décembre 2009, elle est promue directrice générale du cabinet d'études placé sous la tutelle du vice-président du gouvernement des Canaries ; un poste occupé par José Manuel Soria. Une nouvelle rupture entre le PP et la Coalition canarienne entraine sa révocation en octobre 2010 par la nouvelle vice-présidente nationaliste María del Mar Julios.

### Déléguée du gouvernement
Lors des élections municipales de mai 2011, elle se porte candidate sur la liste présentée par le parti dans la capitale provinciale. Élue membre du conseil municipal de Las Palmas de Gran Canaria, elle est désignée première adjointe au maire, porte-parole du groupe populaire municipal et conseillère à l'Urbanisme peu après l'investiture de Juan José Cardona comme premier édile.
Sa proximité avec Soria, devenu ministre de l'Industrie dans le premier gouvernement de Mariano Rajoy, après la victoire des conservateurs lors des élections générales de novembre 2011, lui permet d'être nommée déléguée du gouvernement dans les îles Canaries le 31 décembre 2011. Elle est relevée de ses fonctions le 14 novembre 2015 et remplacée par son frère Enrique Hernández Bento après que son nom a été évoqué pour les élections de décembre suivant,.

### Bref mandat de sénatrice
Elle est effectivement investie en deuxième place sur la liste sénatoriale présentée par le parti dans la circonscription insulaire de Grande Canarie,. Au soir du scrutin, son nom remporte 115 546 voix, soit le deuxième meilleur score de la circonscription, et remporte un mandat de sénatrice. Membre de la commission du Règlement et de celle de l'Industrie, de l'Énergie et du Tourisme, elle est choisie comme porte-parole de son groupe à la commission de l'Intérieur. Elle siège également à la commission bicamérale chargée de la Sécurité nationale.

### Députée au Congrès
La démission du ministre Soria de ses fonctions exécutives et de son mandat parlementaire après son implication dans le scandale des Panama Papers en avril 2016 oblige le parti à trouver un nouveau candidat devant conduire la liste dans la circonscription de Las Palmas à l'occasion des élections législatives anticipées de juin 2016. Alors que le nom d'Ana Zurita est retenu pour mener la liste de Santa Cruz de Tenerife, c'est celui de Carmen Hernández Bento qui est choisi pour celle de Las Palmas,,. Première avec près de 34 % des voix, sa liste remporte trois des huit sièges en jeu. Élue au Congrès des députés avec ses collègues Guillermo Mariscal et Matilde Asian, elle est choisie comme porte-parole adjointe à la commission constitutionnelle présidée par Jesús Posada et comme première vice-présidente de la commission de la Santé et des Services sociaux. Elle est également membre de la commission bicamérale des relations avec le Défenseur du peuple et de la commission du Suivi et de l'Évaluation des accords du pacte de Tolède. Dans le cadre de la réforme du statut d'autonomie des îles Canaries, elle participe à la commission réduite chargée d'étudier la proposition soumise par le Parlement des Canaries. En mai 2018, elle participe à la négociation budgétaire visant à permettre la réduction de 75 % sur les billets d'avions à destination de la métropole.
Elle est élue membre du comité exécutif du PP sur la liste présentée par Pablo Casado à l'occasion du 19e congrès du Parti populaire.